# Wieger Hendricus Idzerda
Wieger Hendricus Idzerda (2 mei 1872 - 7 januari 1938) was een Nederlands fotograaf, cameraman en filmregisseur. 
Idzerda was tevens privaatdocent fotografie aan de Technische Universiteit Delft. 
Vanaf 1918 werkte hij voor de Filmfabriek Hollandia; later voor de Filmfabriek Polygoon. Hij regisseerde enkele Nederlandse filmdocumentaires. Het motto van Polygoon, "De film in dienst der wetenschap en hare beteekenis als kunst", is ontleend aan de inaugurele rede van Idzerda, getiteld "De fotografie in dienst der wetenschap en hare beteekenis als kunst", en door de gebroeders Ochse aangepast.
Idzerda was een vertegenwoordiger van het picturalisme, een stroming in de fotografie die verwant was aan het impressionisme. In 1908 was Idzerda lid van het organiserend comité van de ‘Internationale tentoonstelling van fotografische kunst’, georganiseerd door de Amsterdamsche Amateur Fotografen Vereeniging.
Hij schreef in de eerste drie decennia van de twintigste eeuw diverse handboeken voor amateurfotografen, waarin hij zijn visie op fotografie uitdroeg. Deze compacte handboeken werden in aanzienlijke oplagen gedrukt en verkocht.

Bosweg in omgeving van Rolde PK-F-A.131, PK-F-61.363, gomdruk ca. 1904